# 비트크래프트 싸이클론

## 개요
비트크래프트 싸이클론(BEATCRAFT CYCLON) 은 펜타비전에서 나온 직원들이 세운 누리조이에서 개발한 아케이드 음악 게임이다. BEATCRAFT 브랜드의 첫 작품이다.
2014년 5월 6일 최초 공개시 PROJECT 736T라는 가제로 공개되었으며, 이후 5월 29일 'BEATCRAFT CYCLON'이라는 본래 프로젝트명이 밝혀지게 되었다.
참여 작곡가는 NieN, Paul Bazooka, Mr.Funky, ND Lee, PlanetBoom, Electronic Boutique, 3rd Coast, Makou, Nauts 등 과거 DJMAX 시리즈에 곡을 투고했던 아티스트들의 이름이 보였다. 그리고 신규 아티스트로 슈퍼스위프/나노사운즈 소속 작곡가이자 BMS 제작자인 Takahiro Eguchi(= eoll) 등이 참여했다.
PV에 'ARCADE THE FIRST'라는 글귀에 따라 아케이드로 우선 출시되었다.
명칭으로 싸이클론과 사이클론이 혼용되어 사용되는데, 공식적으로는 싸이클론이 올바른 명칭이며 게임물관리위원회에도 비트크래프트 싸이클론이라는 이름으로 등재되어 있다.
누리조이 함경민(=Planetboom) 실장의 인터뷰에 따르면 유니티 엔진을 사용했다고 한다.

## 과금 정책
처음에는 e-amusement Participation과 같은 과금제 방식이었다. 과금은 1플레이당 100원으로, BEMANI의 1플레이당 120원(1000원 게임은 240원)과 비등한 수준이었다. 그리고 과금이 모두 동나면 아예 게임 플레이 자체가 불가능했다.
후에 게임에 대한 업주들과 사용자들의 반응이 안 좋자 2014년 10월 과금제를 중단하고 잔여 과금을 업주들에게 환불했다. 모 오락실 관계자에 따르면, 정확히는 지금까지의 과금을 모두 환불해주고, 평생해도 다 못쓸 과금포인트를 전국 오락실에 넣어준 것이라고 한다. 과금 정책이 사라지면서 일부 업주들은 1크레딧 300원, 또는 2크레딧 500원으로 게임 설정을 바꾸었다.

## 기체
2014년 5월 29일 공개된 PV를 통해, DJMAX TECHNIKA 시리즈와 미묘하게 다르기는 하지만, 전체적으로 거의 유사한 까닭에 기존의 테크니카 기체를 그대로 사용할 가능성도 어느 정도 있다는 추측이 있었는데, 예상이 들어맞았다.
한국 국내에서는 기존에 가동중이던 테크니카의 기체밖에 없고 수출형 기체는 발매된 적이 없었기 때문에 테크니카 기체를 대상으로 업그레이드 키트가 같이 출시되었다. 기존 기체를 그대로 재활용해서 비트크래프트 기체로 바꾸는 것이라 상단 및 좌우 배너, 철제 플레이트 및 기타 DJMAX TECHNIKA 로고가 새겨져있던 부분을 전부 비트크래프트 로고로 교체하는 식의 업그레이드 키트로 제작되어 판매되었다.

## 플레이 방법
원형 판정선에 기본 노트, 홀딩 노트, 조그 노트, 스윙 노트가 중심점에서 나와 떨어질 때 그 지점을 누르는 방식으로 진행된다.
노트가 나오는 선이 원형이기 때문에 손 배치가 상당히 중요하다. 유비트 유저라면 상당히 익숙하겠지만, 그렇지 않다면 조금 고달픈 편. 특히 난이도가 올라갈 수록 순간 3개 치기 4개 치기가 나오니 조심할 것. 조그 노트의 경우 나오기 전 라인에 어느 방향인지 표시된다.
TAP SONIC의 판정선을 둥글게 말아놓았다고 생각하거나 maimai 시리즈를 버튼이 아닌 터치스크린으로 한다고 하면 이해가 쉬운데, 노트가 나오는 라인은 총 12개이다.
게임 플레이 스타일 때문에 없을 것이라 생각한 변속 시스템이 있다.
의도된 것인지 모르겠지만 다른 위치에서 연속적으로 내려오는 싱글노트는 드래그 처리가 된다. 어려운 싱글노트의 경우에는 그냥 긋자. 타이밍만 잘 맞춘다면 모두 100퍼가 뜬다. 싱글노트뿐만이 아니라 모든 노트가 처리방향과 속도에 맞는다면 드래그 처리가 된다.
키음은 없지만, 리플렉 비트처럼 클랩음을 고를 수 있다. 총 4가지+무음으로 5가지 클랩음이 준비되어 있다. 특이한 점은 같은 종류의 클랩음이라고 해도 곡에 따라 미세하게 달라진다는 점이다. 싸이클론 특유의 클랩음 시스템은 누리조이의 후속작인 슈퍼비트 소닉에도 계승되었다

## 판정 체계
SUPERB PERFECT-PERFECT-GREAT-GOOD-POOR-BREAK로 나뉘며 또한 퍼센트 단위로 세분화된다. 같은 100 퍼센트라도 100% SUPERB PERFECT, 100% PERFECT로 나뉜다. 수퍼브 퍼펙트의 개수는 결과 화면에서는 퍼펙트 개수에 합산되어 표시된다. 30% POOR 이하 판정을 내면 게이지가 깎인다.
100% SUPERB PERFECT/100% PERFECT/95% PERFECT/90% GREAT/80% GREAT/70% GOOD/60% GOOD/50% GOOD/40% GOOD/30% POOR/20% POOR/10% POOR/1% POOR/0% BREAK
퍼펙트와 그레이트의 범위에 비해 굿과 푸어의 범위가 매우 넓다.
클리어 기준은 서바이벌 게이지. 곡이 끝날 때까지 게이지를 보존하면 곡을 클리어하게 된다. 반대로 게이지를 다 소진하면 그 순간 게임이 끝나게 된다. 최신 리듬게임이 서바이벌 게이지 방식보다는 일정 게이지/점수 이상 달성시 클리어 방식을 채택한 것에 비하면 상당히 이례적인 일이다.
게이지는 다른 최신 리듬게임에 비하면 매우 엄격하다. 감소량은 매우 큰데 비해, 회복량은 지나치게 적게 설정되어 있다. 특히 난이도별로 게이지 증감량이 달라서 PR, MX 난이도로 가면 게이지가 거의 안 찬다는 증언이 있다. 다만 발매 이후 8월 14일자 패치로 게이지 증감량 벨런스가 조정되었다. 기존에는 게이지를 상승시키기 위해 100콤보 가량을 이어야 했지만 이제는 한 번 깎인 게이지를 회복하는데 20콤보 정도를 유지하면 다시 원상복귀 된다.
1. ↑  http://gall.dcinside.com/board/view/?id=rhythmgame&no=4741379&page=2&exception_mode=recommend